# ModellFan
ModellFan ist eine deutsche Zeitschrift für Modellbau. Sie erscheint monatlich mit einer verkauften Auflage von 12.152 Exemplaren im GeraMond Verlag und ist nach eigenen Angaben das führende deutschsprachige Magazin für Modellbau. Die Zeitschrift war bis Dez. 2019 das offizielle Organ des Deutschen Plastik-Modellbau-Verbandes DPMV. (DPMV ist erloschen)

## Geschichte
Die Zeitschrift wurde 1974 im Schünemann Verlag gegründet. Seit 1976 vergibt die Zeitschrift die Auszeichnung „Modelle des Jahres“ auf der Nürnberger Spielwarenmesse. Mit der Novemberausgabe 2009 erschien der ModellFan erstmals im Münchner GeraMond Verlag. 2010 wurde das Magazin mit der Zeitschrift Kit zusammengelegt.

## Inhalt
ModellFan beschäftigt sich mit Modellen von Fahrzeugen, Flugzeugen, Schiffen, Figuren und Dioramen. Abgedruckt werden Bauberichte zu aktuellen Modell-Bausätzen sowie Um- und Eigenbauten. Daneben werden ausführlich Technik des Modellbaus, Materialien, Werkzeuge und Farben behandelt. Zusätzlich gibt es Schritt-für-Schritt-Anleitungen, Vorstellungen der Modell-Neuerscheinungen, Buchrezensionen sowie Übersichten über Hersteller und Fachhändler. 

## Redaktion
Redaktionssitz ist München.
- Chefredakteur:
  - Markus Wunderlich

- Verantwortliche Redakteure:
  - bis 2010: Helge Schling
  - von 2010 bis 2016: Berthold Tacke, Helge Schling
  - von 2016 bis Februar 2018: Kai Feindt, Helge Schling
  - von 2018 bis 2021 Thomas Hopfensperger, Helge Schling
  - seit 2022 Thomas Hopfensperger, Alexander Wegner
  - ab 2025 alleinverantwortlicher Redakteur Alexander Wegner